# Joe Paterno
Joseph Vincent "Joe" Paterno (21 de diciembre de 1926 - 22 de enero de 2012), también conocido por su apodo JoePa, fue el entrenador del equipo de fútbol americano de la Universidad del Estado de Pensilvania desde 1966 hasta 2011. Llevó a dicha universidad a ganar 2 veces el campeonato de la NCAA en 1982 y 1986. Paterno fue despedido en 2011 por la Universidad de Penn State al estallar un escándalo por actos de pedofilia contra niños que se encontraban bajo su cuidado, cometidos por uno de sus asistentes, Jerry Sandusky. Una investigación independiente contratada por la Comisión Directiva de la Universidad de Penn State concluyó que Joe Paterno y otros altos funcionarios de la universidad habían tenido conocimiento de las denuncias de abuso sexual infantil contra Sandusky al menos desde 1998, mostrando una "total y consistente indiferencia... por la seguridad y el bienestar de los niños que fueron víctimas de Sandusky, y «empoderado» a Sandusky para continuar con sus actos de abuso, al omitir revelar los mismos". Paterno murió dos meses después de su despido. 

## Récords y logros personales
A sus 80 años, completó en 2007 su quincuagesimoséptima temporada consecutiva como entrenador asistente o principal con los Nittany Lions de Penn State, récord absoluto para cualquier entrenador. Además, con sus 46 años como entrenador en jefe, ha sobrepasado a otras leyendas, como Amos Alonzo Stagg y Bear Bryant.

### Récord de carrera
Con la victoria de Penn State en el último partido bowl ante Tennessee Volunteers, Paterno alcanzó el segundo mayor número de victorias en la NCAA, con un récord total de 363 victorias, 121 derrotas y 3 empates. Con su victoria en el Orange Bowl de 2005 ante Florida State por 26 a 23, tras 3 prórrogas, consiguió aumentar su marcador personal contra Bobby Bowden, entrenador de los Seminoles precisamente el que más victorias ha conseguido en la liga universitaria, en 7 a 1.

### Partidos Bowl
Quizás el récord más llamativo sea el de victorias en partidos bowl, con 22, más que ningún otro entrenador universitario. También tiene el récord de más bowls disputadas, con 33. Cabe destacar las logradas el las 4 bowl que dan la posibilidad de otorgar el campeonato nacional:
| Partido Bowl | Veces ganador | Años                               |
| ------------ | ------------- | ---------------------------------- |
| Rose Bowl    | 1             | 1994                               |
| Orange Bowl  | 4             | 1968, 1969, 1973, 2005             |
| Fiesta Bowl  | 6             | 1977, 1980, 1981, 1986, 1991, 1996 |
| Sugar Bowl   | 1             | 1982                               |

### Premios y distinciones
- Nombrado en 2005 Entrenador del Año para Associated Press
- Incluido en el Salón de la Fama del Fútbol Americano Universitario, en 2007.

## Controversias y críticas
Desde que Paterno se hizo cargo del puesto de entrenador de Penn State, la universidad nunca ha estado bajo sospecha para la NCAA, a pesar de diferentes hechos que podrían haber posibilitado una reclamación.
En 2002, Paterno persiguió a uno de los árbitros del partido que les enfrentaba a la Universidad de Iowa a causa de una decisión del mismo que consideró que un pase recibido por uno de los jugadores de Penn State estaba fuera de los límites del campo, cuando la repetición de televisión reveló lo contrario. Penn State, que había remontado desde un 35-13 en contra hasta un empate a 35, acabaron perdiendo el partido en la prórroga.
Pocas semanas más tarde, en el último minuto del partido contra Michigan, el mismo receptor que en el partido de Iowa recibió un balón que hubiera supuesto la victoria de su equipo, pero el árbitro no dio el pase como completo, a pesar de que la repetición de la jugada volvió a demostrar que los dos pies del jugador estaban en la zona de marca. En 2003, la Big Ten Conference fue la primera Conferencia de la NCAA en adoptar la medida de la repetición instantánea (instant replay), algo que todo el mundo consideró que había sido influencia de Paterno. Al año siguiente, casi todas las conferencias de la División I de la NCAA adoptaron esta regla.
El 9 de noviembre de 2011, Joe Paterno fue despedido del equipo de fútbol americano de Penn State, por encubrir al excoordinador defensivo Jerry Sandusky, acusado de abusar sexualmente de niños.

## Filantropía y educación

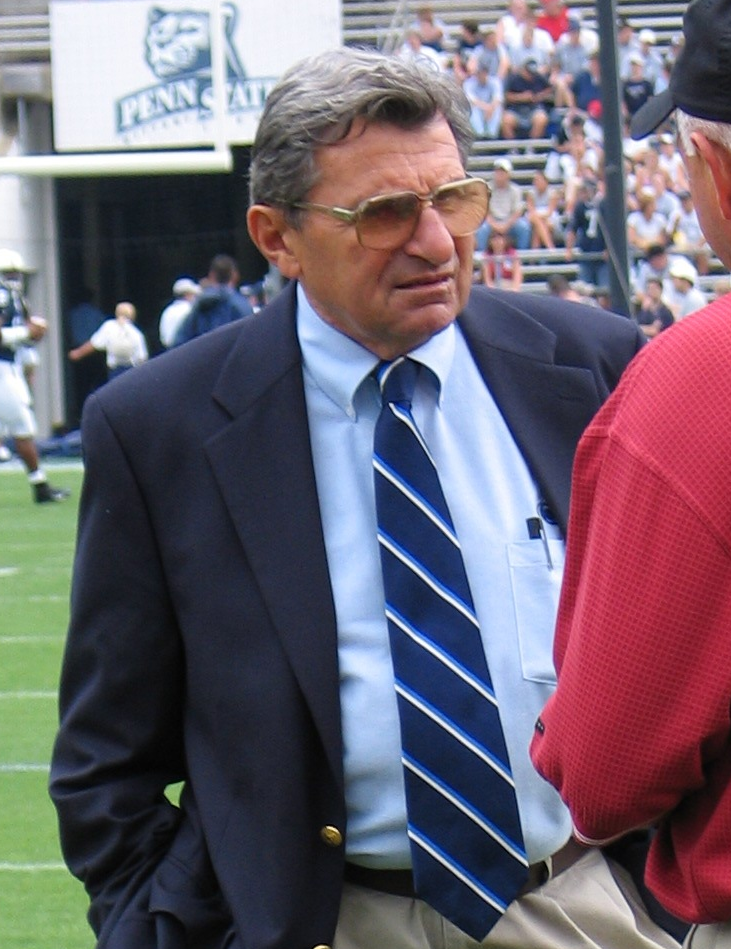
Joe Paterno en 2003

Además de su legado como entrenador, Paterno es muy recordado también por sus contribuciones a la vida académica de la universidad. Después de ser nombrado entrenador jefe en 1966, comenzó lo que el llamó un Gran Experimento, involucrando a sus jugadores en el entorno estudiantil, y aplicando lo que él aprendió en sus años en Brown. Como resultado de todo ello, los jugadores de Penn State han estado siempre por encima de la media académica del resto de universidades de la División I de la NCAA. En los últimos 5 años, la universidad ha liderado el ranking nacional académico en 3 ocasiones, la más reciente superando en 19 puntos la media del 64% nacional.
Paterno es también reconocido por sus contribuciones de caridad al sistema académico de Penn State. Él y su mujer han contribuido con más de 4 millones de dólares para diversos departamentos de la institución, incluidos el Pasquerilla Spiritual Center y el Museo de los Deportes de Penn State, abierto en 2002. Después de lograr fondos por valor de 13 millones y medio de dólares en 1997 para la ampliación de la biblioteca universitaria, el centro llamó a la expansión Biblioteca Paterno en su honor.